# Xushang
Xushang (kinesiska: 许商街道, 许商) är en socken i Kina. Den ligger i provinsen Shandong, i den östra delen av landet, omkring 75 kilometer norr om provinshuvudstaden Jinan.
Genomsnittlig årsnederbörd är 755 millimeter. Den regnigaste månaden är juli, med i genomsnitt 289 mm nederbörd, och den torraste är mars, med 5 mm nederbörd.